# Рождённый защищать
«Рождённый защищать» (иер. трад. 中華英雄, упр. 中华英雄, кант.-рус.: Чун ва ин хун, буквально: «Китайский герой», англ. Born to Defence) — гонконгский боевик 1988 года. Исполнитель главной роли и режиссёр — Джет Ли.

## Сюжет
Китайский солдат Джет возвращается в свой родной город Циндао после сражения с японцами. Он и его сослуживцы обнаруживают, что с момента окончания войны многое изменилось, и вся слава за одержанную победу достаётся американским солдатам, и воины китайской армии чувствуют себя недооценёнными. Парень встречается со своим старым другом Чёном, сослуживцем, который спас Джету жизнь в бою, но был серьёзно ранен шрапнелью. Сейчас этот друг зарабатывает на жизнь, работая рикшей. Джет решает на некоторое время остановиться в доме товарища, где спрашивает о его дочери, но узнаёт, что она умерла.
Однажды капитан американского военно-морского флота по имени Ханс неосторожно ведёт машину по улицам города, в результате чего разъярённая толпа окружает автомобиль. Проходящий мимо Джет вступает в перепалку, в ходе которой производит впечатление на Ханса. Вмешиваются местные органы правопорядка, в результате чего Джет и его товарищи-ветераны уходят в бар, который, как они обнаруживают, теперь обслуживает в основном иностранцев, там есть боксёрский ринг и проститутки. Там китайские гости возмущаются оскорблениями, идущими от мужчин с американского военно-морского флота, что приводит к тому, что американец по имени Бейли вызывает Джета на официальный боксёрский поединок.
Во время матча Джет из-за незнания американского бокса многократно нарушает правила, используя не только свои кулаки, но и ноги. Расстроенный, Джет пытается покинуть ринг, но Бейли пинает его, чтобы не дать уйти. Китаец продолжает бой, используя как приёмы кунг-фу, так и бокса, и даже видно, что он, наконец, адаптировался к боксу и превосходит соперника. Джет одерживает победу, получает много денег, а толпа китайцев гордится им.
Позже Бейли и китайская проститутка Сиуёй садятся к Чёну прокатиться на рикше. Женщина испытывает опасения в присутствии рикши и просит американца вернуться домой. Бейли, разъярённый низкой скоростью повозки и тем фактом, что девушка продолжает пялиться на Чёна, несколько раз пинает его, чтобы заставить ехать быстрее. В ярости рикша опрокидывает повозку и оскорбляет девушку, после чего она уходит в слезах. Бейли нападает на рикшу, серьёзно избивая его. Джет подменяет друга-рикшу. После одной из поездок американские солдаты во главе с Бейли намеренно уничтожают повозку, вынуждая Джета устроиться на работу в бар, где он на днях подрался с Бейли. Новая работа требует, чтобы Джет был «спарринг-партнёром» Бейли, где он не может дать отпор и должен выдержать много ударов. Когда парень отказывается, солдаты угрожают избить владельца бара. Не видя другого выхода, Джет неохотно соглашается стать спарринг-партнёром Бейли. Проститутка Сиуёй сообщает Джету, что владелец бара на самом деле был частью схемы, направленной на то, чтобы заставить Джета стать «спарринг-партнёром». Капитан Ханс нападает на Бейли за то, что тот подкупил хозяина бара, позоря военно-морской флот США.
На следующий день Джет возвращается в бар с намерением дать отпор Бейли (независимо от последствий для бара и его владельца). Однако парень узнаёт, что вместо этого ему предстоит драться с Хансом, провоцирующего Джета на официальный поединок. Матч продолжается довольно долго, что перерастает в хаос в баре, когда толпы китайских и американских солдат дерутся друг с другом, пока не приходят американские солдаты и не наводят порядок. Матч заканчивается вничью, а Джет едва держится на ногах. Сиуёй отвозит китайского бойца к себе домой, снимает с него мокрую одежду, чтобы он не подхватил пневмонию, и помогает ему отдохнуть и восстановиться.
Позже Сиуёй подходит к Чёну в больницу, чтобы сообщить ему о том, что случилось с Джетом. Когда он видит, что Джет лежит голый на кровати, он приходит в ярость и бьет девушку. Он признаётся Джету, что она — его дочь и что ему стыдно за неё, потому что она проститутка. Джет умоляет его изменить своё отношение к дочери, но Чён приходит в ещё большую ярость и сердито говорит Джету, чтобы он подыскал другое место для ночлега.
Позже Джет возвращается в дом Чёна и радостно сообщает ему, что влюбился в девушку после того, как тот выгнал его. Юноша спрашивает совета у Чёна: если его новая девушка — проститутка, но обещает бросить, должен ли он дать ей шанс? Сослуживец отвечает ему, что должен. Джет предлагает немедленно познакомить его со своей девушкой. Оказывается, что новая «девушка» — это та же самая Сиуёй. Чён сначала злится на обман, но Джет заставляет их помириться. Пока девушка выходит купить еды и вина, американские солдаты похищают её. Джету и Чёну сообщают об этом местные. Во время поисков Джет сталкивается с Хансом, желающим продолжить драку, начатую прошлой ночью. В конце концов американские солдаты сбрасывают девушку и её отца с крыши, убивая их обоих. Ханс шокирован и рассержен тем, что они натворили.
В тюрьме Джета жестоко избивает местная полиция за то, что он «доставлял неприятности», а американских солдат отпускают. Джет в ярости. Позже он сбегает из тюрьмы, сжав мокрой рубашкой два прута. Он находит американских солдат (с капитаном Хансом и Бейли), проезжающих мимо склада, устраивает ловушку, вынуждающую их остановиться. Джет поджигает их машину с помощью бутылки с зажигательной смесью и заманивает их в само здание. Китаец тяжело ранит одного из солдат и подвешивает другого у потолка. Затем Джет находит Бейли и заманивает его в ловушку на конвейере, который ведёт в печь, где он сжигает Бейли заживо. Затем он сталкивается с Хансом. Они долго сражаются. Ханс в конце концов одерживает верх, но из-за их движений механизмы склада обрушивают на капитана кучу бочек. Когда Ханс оказывается сильно избитым на земле, Джет хватает топор, кричит, но опускает его вниз. Он решает пощадить противника. Ханс испытывает облегчение. Джет уходит со склада.

## В ролях
- Джет Ли — Джет (Сиукит)
- Чжао Эркан[кит.] — командир взвода Чён
- Сун Цзя[англ.] — Сиуёй
- Курт Роланд Петтерссон — капитан Ханс
- Пауло Тоша[нем.] — Бейли